# Рилска језера
Седам Рилских језера смештена су испод планине Рила у Бугарској. Језера се налазе на надморској висини од 2.095 до 2.535 метара.

## Историја
Језера су настала као резултат ерозивних процеса у високим деловима планинама Риле. Сва Рилска језера повезана су природним каналима. Ланац Рилских језера као такав надужи је природни ланац у Бугарској.
Најстарија истраживања потичу из 1890. године. Истраживања језера вршио је српски научник и геолог Јован Цвијић, који је утврдио ледничко порекло језера.
Каснијих година, истраживања су преузели Аустријски научници у периоду од 1930. до 1932. године.
Током педесетих година 20. века изучаване су слатководне алге. Удружење „Академика” спровело је анализе 1960. године.
Научна истраживања и мониторинг станишта ретких и угрожених врста флоре и фауне, спроведене су након проглашења Риле заштићеним природним добром 1992. године.

## Имена језера
Свако од седам језера име је добило по облику на који подсећа.
Коначна имена добила су тридесетих година 20. века када је изграђена мапа језера на територији целе Рила.
- Доње језеро име је добило због свог положаја. Најниже је у ланцу језера и из њега истиче река Џерма.
- Рибље језеро названо је због риба којима обилује. Специфично је травнатим обалама.
- Суза је највише језеро у ланцу. Име је добило по свом изгледу које подсећа на сузу.
- Око је најдубље језеро од свих ледничких језера на Балкану. Дубоко је 37,5 метара. Други назив му је срце.
- Бубрег је амблемско за Рилу и Бугарска језера. Име је добило на основу изгледа.
- Близанац је највеће и уједно и најуже језеро. Простире се на површини од 910 ари. У средини, језеро се сужава и у сушним годинама остаје без довољбе количине воде па се тако дели на два. Отуда потиче и назив који носи.
- Тролист је неправилног облика и формира три полукруга којима подсећа на три листа.

Спадају у најпознатије природне атракције Бугарске.

## Легенда
Постоји много легенда и предања о настанку језера.
Најстарија легенда говори о девојци Смиљани која је живела у селу које се налазило на месту садашњих језера.
Према легенди, једнога дана Смиљана је кренула по воду из бунара. Како је сунце грејало, његови зраци обасјали су бакрач из чијег одсјаја се видело девојчино лице. Озарано њеном неземаљском лепотом, Сунце се одмах заљубило и од тога дана само је на њу мислило.
На прагу колибе Смиљана је сваког јутра чекала његов излазак а увече га испраћала када је залазило. Тако све до жетве.
Када је почела жетва, Смиљана се са својим другарицама спустила у равницу код локалног бега. Дан је био мрачан па је и Сунце ушло заједно са њом у авлију.
Бегу се девојка одмах допала и покушао је да је силује. Бранила се оштро и храбро што је бега наљутило. Наредио је да је одмах обесе и тако је казнио.
Када је Сунце сутрадан изашло и видело тужан призор, заплакало је.
Његове бистре сузе испуниле су падине Риле и створиле језера.
Воде Рилских језера, због легенде, називају се још и „Сузама Сунца”.

## Значај
Налазе се на листи 100 Нациналних туристичких објеката у Бугарској.
Спомеником природе и заштићеним природним добром, проглашена су 1992. године.